# База мёртвых людей
«База мёртвых людей» (польск.: Baza ludzi umarłych) — фильм ПНР 1958 года режиссёра Чеславв Петельского, по мотивам романа Марека Хласко «Следующий в рай».

## Сюжет
Действие фильма происходит вскоре после войны в лесах Бещадских гор.
Здесь в глуши расположена «база умерших людей» — пункт транспортировки древесины, где в опасных и суровых условиях работают водители лесовозов.
Бригада состоит из людей, оказавшихся на обочине жизни, с трудным, зачастую тёмным прошлым, не приспособленных к жизни в обществе или находящихся не в ладах с законом: «Варшавяк» — загадочный, неразговорчивый мужчина, «Апостол» — истовый католик, но чаще открывающий бутылку, чем Священное писание, «Орсачек» — неисправимый весельчак, «Девятка» — бывший врач, осужденный в прошлом за убийство любовника жены, и «Партизан» — человек, который провёл всю войну в лесу.
Все они думают только как бы уволиться и сбежать из этого места. Ситуация становится ещё более напряженной, когда на базу не доставляют новые машины и приходится работать на уже изношенных лесовозах.
Однажды на базу приезжает водитель-механик и партийный активист Стефан Забава. Он послан директором, чтобы остановить людей от бегства и выполнить план.
Сразу возникает острый конфликт между ним и остальными водителями. Кроме того вместе с Забавой приезжает его жена Ванда, красивая «роковая женщина», которая вызывает путаницу в этой полностью мужской компании.
Ванда во что бы то ни стало хочет вернуться в город, к нормальным условиям жизни. Она по очереди пытается перетянуть на свою сторону мужчин, она отдается каждому, кто только обещает увезти её отсюда, однако, отвергает «Варшавяка» из-за его внешности.
Тем временем погибает «Девятка», уходя от столкновения, съезжая с дороги. Затем погибает алкоголик «Апостол», во время погрузки заваленный брёвнами. «Орсачек» мечтает о деньгах на своё такси, поэтому крадёт груз леса и продаёт их Марцинковскому, который в итоге «кидает» его. Даже бесстрашный «Партизан» сдается и убегает. «Бужка», замдиректора, привозящий на мотоцикле на базу поручения и деньги, после «пользования» Вандой избивается «Варшавяком». Ванда бежит в город, где находит следующего поклонника.
Когда, наконец, подъезжают новые машины и люди, на базе их встречают только Забава и его злейший враг — «Варшавяк».

## В ролях
- Зигмунт Кенстович — Стефан Забава
- Тереса Ижевская — Ванда, жена Забавы
- Эмиль Каревич — Тадек «Варшавяк»
- Александр Фогель — «Апостол»
- Роман Клосовский — «Орсачек»
- Леон Немчик — «Девятка»
- Тадеуш Ломницкий — «Партизан»
- Адам Квятковский — «Бужка», посыльный с зарплатой
- Юлиуш Грабовский — Марцинковский
- Тадеуш Косударский — Дзвонковяк, поклонник Ванды в корчме
- Влодзимеж Квасковский — механик Ковальский
- Юзеф Лодыньский — механик
- Станислав Мильский — директор
- Эдвард Вихура — инспектор из дирекции
- Хенрик Хунко — официант в корчме
- Мечислав Лоза — гардеробщик в корчме
- Роман Хубченко — лесничий

## Съёмки
Съемки фильма ведись в Судетах, в селе Белице, в городке Лёндек-Здруй, а также на дороге Злоты-Сток — Лёндек-Здруй.

## Фестивали и награды
- 1960 — Кинофестиваль в Мар-дель-Плата — номинация в категории «Лучший фильм».

## Критика
Фильм занял прочное место в польском кино, хотя это художественный фильм, но традиционно относится к так называемой «чёрной серии» — группе документальных фильмов второй половины 1950-х годов, критически изображающих польскую социальную действительность, сочетающих в себе соцреализм и неореализм.
По мнению киноведа Роберта Биркхолька в этом фильме режиссёр мастерски сочетает типичные соцреалистические мотивы с элементами американского жанрового кино, особенно фильмов-нуар и вестерна:

«База мертвых людей» — это отлично снятый фильм, который держит зрителя в постоянном напряжении. Фрагменты опасной езды тяжелых грузовиков по крутым горным дорогам напоминают кадры из знаменитого фильма «Плата за страх» Анри-Жоржа Клузо. Столь же эмоционально сняты камерные сцены в избе — операторская работа Курта Вебера создает напряженную психологическую атмосферу. К этому стоит добавить отличную актерскую работу, а также живые, полные меткого юмора диалоги.
Киновед Мариола Допартова оценила фильм следующим образом:

Мы наблюдаем галерею любопытных, небанальных персонажей, людей, таких же, как те, кто пережил худший исторический опыт, и в этот момент они похожи на беззащитных детей, играющих в ковбоев и ожидающих «выстрелов» из палки, притворяющейся винтовкой. В таком мире подлинным и реальным является только смерть и чувство общности с мертвыми. Вопрос о том, почему это произошло, является одним из самых важных вопросов, не поставленных прямо. Фильм Петельского не ставит этот вопрос, а становится выражением аффектации неразумным фатализмом.